# Yui Koike
Yui Koike (小池 唯 Koike Yui?) (Saitama, Japón; 4 de abril de 1991) es una actriz y gravure idol japonesa. Fue miembro del grupo idol Tomato n'Pine y actualmente está afiliada a Weeds Company. Es conocida por representar a Ahim de Famille/Gokai Pink en la serie 35° Super Sentai Kaizoku Sentai Gokaiger, emitida en el 2011.

## Filmografía

### Serie de Televisión
- Tomica Hero: Rescue Fire (2009): Reportera Idol (episodio 12)
- Koike San Shimai (2009): Yui
- Boku no Himitsu Heiki (2009): Juri Kakiuchi (episodio 8)
- Kaibutsu-kun (2010): (episodio 1)
- Manpuku Shōjo Dragonet (2010): Sayaka Fujimura (episodio 9)
- Kamen Rider W (2010): Yui Aoyama (episodio final)
- Atsui zo! Nekogaya!! (2011): Ikumi Oshino
- Kaizoku Sentai Gokaiger (2011): Ahim de Famille/Gokai Pink
- Keishichō Sōsa Ikka 9-gakari Season 9 (2014): Haruka Tachibana (episodio 6)
- Love Riron (2015): Azusa (episodios del 4 al 6 final)
- Doubutsu Sentai Zyuohger (2016): Ahim de Famille/Gokai Pink (episodios 28 y 29)
- Keishichō Sōsa Ichikachō Season 2 (2017): Yui Aikawa (episodio 4)
- Keiji Zero (2019): Mizuki Tachibana (episodio 7)
- Kiken na Venus (2020): (episodio final)

### Película
- Miss Machiko (2009): Nana Sakuragaoka
- Gachinko Shissō Jōtō (2010): Ami Nakamura
- Tensou Sentai Goseiger vs. Shinkenger: Epic on Ginmaku (2011): Voz de Gokai Pink
- Gōkaiger Goseiger Super Sentai 199 Hero Great Battle (2011): Ahim de Famille/Gokai Pink
- Kaizoku Sentai Gokaiger the Movie: The Flying Ghost Ship (2011): Ahim de Famille/Gokai Pink
- Kaizoku Sentai Gokaiger vs. Space Sheriff Gavan: The Movie (2012): Ahim de Famille/Gokai Pink
- Kamen Rider × Super Sentai: Super Hero Taisen (2012): Ahim de Famille/Gokai Pink y voz de Go-On Yellow
- Joker Game (2012): Minako Yokoe
- Tokumei Sentai Go-Busters vs. Kaizoku Sentai Gokaiger: The Movie (2013): Ahim de Famille/Gokai Pink
- Daily Lives of High School Boys (2013):
- Ryukyu Battle Royale (2013): Misako Shinjo
- Kaizoku Sentai: Ten Gokaiger (2021): Ahim de Famille/Gokai Pink